# Dalatjärnen (Töllsjö socken, Västergötland)
Dalatjärnen är en sjö i Bollebygds kommun i Västergötland och ingår i Rolfsåns huvudavrinningsområde.